# Wspólnota administracyjna Oppach-Beiersdorf
Wspólnota administracyjna Oppach-Beiersdorf (niem. Verwaltungsgemeinschaft Oppach-Beiersdorf) – wspólnota administracyjna w Niemczech, w kraju związkowym Saksonia, w okręgu administracyjnym Drezno, w powiecie Görlitz. Siedziba wspólnoty znajduje się w miejscowości Oppach.
Wspólnota administracyjna zrzesza dwie gminy wiejskie: 
- Beiersdorf
- Oppach